# Provvidenti
Provvidenti (Prëvëdièndë in molisano) è un comune italiano di 101 abitanti della provincia di Campobasso in Molise.

## Storia
Una leggenda vuole che il paese attuale sorga sul granaio della città italica di Gerione, distrutta da Annibale Barca nel III secolo a. C. durante il suo passaggio in Italia, nella guerra contro Scipione Africano. Il fosso del paese sin dall'antichità era noto come luogo ideale per scavare le messi, che erano usate anche dagli abitanti del primitivo villaggio di Casalpiano (località di Morrone del Sannio). Per questo il piccolo villaggio fu chiamato  Provvidentiae, da cui il nome attuale.
Lo storico Polibio racconta nel suo trattato, nel III libro, che Annibale si accampò a Gerione, per controllare le mosse dei romani, e creò un secondo castrum sul Colle Crocione, vicino al Monte Canne. Tuttavia il villaggio storico sparí durante le invasioni barbariche del V secolo dopo la caduta di Roma.
 Venne ricostruito daccapo nel Medioevo, documentato con fonti certe dal XIII secolo, feudo dei Di Capua di Gambatesa. Successivamente nel 1512 fu venduto da Ferrante duca di Termoli. Nel 1555 è di Giovanni Aierbo, la dinastia durò fino al XVII secolo, quando il feudo fu ceduto ai Cavaniglia. In seguito i padroni furono i Sangro di Casacalenda, che possedettero il paese fino al 1806, anno della morte del feudalesimo.
Nel periodo del Risorgimento Provvidenti ottenne la municipalità, poiché frazione di Casacalenda. Nel 1911 arrivò a toccare i 1 008 abitanti, vista la fiorente economia agricola, ma con l'avvento del fascismo e della seconda guerra mondiale, il paese perse progressivamente abitanti, o morti in guerra o emigrati, subendo insomma un drastico spopolamento. Nel 2002 il paese è stato colpito dal terremoto di San Giuliano di Puglia, che ha lesionato case e monumenti, come la chiesa madre, oggi riaperta al culto.
Un tempo unito a Morrone del Sannio, Provvidenti divenne comune autonomo con Regio Decreto n.1876 del 25 gennaio 1820.

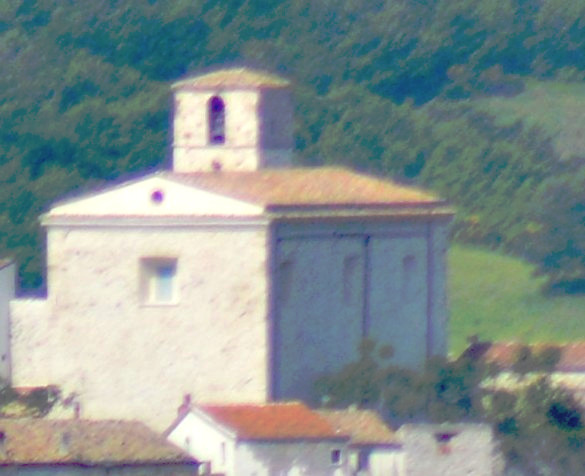
Chiesa S.Maria Assunta a Provvidenti

## Monumenti e luoghi d'interesse

### Chiesa di Santa Maria Assunta
Principale parrocchia del paese. La chiesa medievale, documentata dal XIII secolo fu nuovamente consacrata da Monsignor Tria nel 1734. Ha una sola navata con quattro altari. Della chiesa antica resta la torre campanaria del XIV secolo. La facciata a capanna conserva un'iscrizione latina medievale.

### Santuario di Nostra Signora della Libera
Fu costruito nel XVIII secolo, per un avvenimento miracoloso della statua della Madonna, realizzata in legno di fico. Andata dispersa, fu ritrovata dai paesani in località Ponte Grosso, detto oggi "Campo della Madonna"; il santuario fu costruito dopo che la precedente cappella aveva subito un incendio distruttivo, essendo stata già danneggiata dal sisma del 1456. Nel 1872 il nuovo santuario venne completato, nel 1943-44 fu usato come ricovero. La chiesa è in stile neoclassico rurale, presenta una navata unica e un solo altare principale, dedicato alla Madonna della Libera.

## Società

### Evoluzione demografica
Abitanti censiti

Provvidenti è il comune più piccolo della provincia di Campobasso, il secondo del Molise e tra i più piccoli dell'Italia meridionale per numero di abitanti.
Al 31-12-2024 i cinque comuni del Molise meno popolati sono i seguenti:
| Pos. | Comune        | Provincia  | Abitanti | Superficie (km²) | Altitudine (m s.l.m.) |
| ---- | ------------- | ---------- | -------- | ---------------- | --------------------- |
| 1º   | Castelverrino | Isernia    | 89       | 6,15             | 600                   |
| 2º   | Provvidenti   | Campobasso | 101      | 13,97            | 570                   |
| 3º   | San Biase     | Campobasso | 124      | 11,81            | 804                   |
| 4º   | Castelpizzuto | Isernia    | 134      | 15,29            | 836                   |
| 5º   | Molise        | Campobasso | 145      | 5,21             | 868                   |

## Cultura

### Cinema
Il paese è stato teatro delle riprese di alcune scene del film di Checco Zalone Sole a catinelle del 2013.

## Amministrazione
Di seguito è presentata una tabella relativa alle amministrazioni che si sono succedute in questo comune.
| Periodo           | Periodo           | Primo cittadino        | Partito                     | Carica              | Note  |
| ----------------- | ----------------- | ---------------------- | --------------------------- | ------------------- | ----- |
| 1º luglio 1988    | 3 giugno 1992     | Vincenzo Melino        | Democrazia Cristiana        | Sindaco             | [ 8 ] |
| 3 giugno 1992     | 15 giugno 1993    | Francesca D'alessandro |                             | Comm. straordinario | [ 8 ] |
| 15 giugno 1993    | 28 aprile 1997    | Giovannino De Vito     | Democrazia Cristiana        | Sindaco             | [ 8 ] |
| 28 aprile 1997    | 18 agosto 1999    | Giovannino De Vito     | Cristiani Democratici Uniti | Sindaco             | [ 8 ] |
| 18 agosto 1999    | 17 aprile 2000    | Brunella Occhionero    |                             | Comm. straordinario | [ 8 ] |
| 17 aprile 2000    | 5 aprile 2005     | Angelo Petrilli        | lista civica                | Sindaco             | [ 8 ] |
| 5 aprile 2005     | 30 marzo 2010     | Angelo Petrilli        | lista civica                | Sindaco             | [ 8 ] |
| 30 marzo 2010     | 1 giugno 2015     | Salvatore Fucito       | lista civica                | Sindaco             | [ 8 ] |
| 1 giugno 2015     | 22 Settembre 2020 | Salvatore Fucito       | lista civica: bene comune   | Sindaco             | [ 8 ] |
| 22 Settembre 2020 | in carica         | Robert Caporicci       | lista civica                | Sindaco             | [ 8 ] |